# Bhawania brevis
Bhawania brevis är en ringmaskart som beskrevs av José María Alfono Félix Gallardo 1968. Bhawania brevis ingår i släktet Bhawania och familjen Chrysopetalidae. Inga underarter finns listade i Catalogue of Life.